# Compuestos de yodo
| X  | XX  | HX  | BX3 | AlX3 | CX4 |
| -- | --- | --- | --- | ---- | --- |
| F  | 159 | 574 | 645 | 582  | 456 |
| Cl | 243 | 428 | 444 | 427  | 327 |
| Br | 193 | 363 | 368 | 360  | 272 |
| I  | 151 | 294 | 272 | 285  | 239 |

Los compuestos de yodo son aquellos compuestos que contienen el elemento yodo. El yodo puede formar compuestos utilizando múltiples estados de oxidación. Aunque el yodo es bastante reactivo, es mucho menos reactivo, en comparación, que los demás halógenos. Por ejemplo, mientras que el gas de cloro puede halogenar el monóxido de carbono, el óxido nítrico y el dióxido de azufre (para formar fosgeno, cloruro de nitrosilo y cloruro de sulfurilo, respectivamente), el yodo no puede realizar estas reacciones. Además, la yodación de metales suele resultar en estados de oxidación más bajos que la cloración o la bromación. Por ejemplo, el renio metálico reacciona con cloro para formar hexacloruro de renio, pero con bromo sólo forma pentabromuro de renio, y con yodo solo puede formar tetrayoduro de renio.Por la misma razón, sin embargo, dado que el yodo tiene la energía de ionización más baja entre los halógenos y es el más fácil de oxidar de ellos, tiene una química catiónica más significativa y sus estados de oxidación más altos son bastante más estables que los del bromo y el cloro, por ejemplo en el heptafluoruro de yodo.El heptafluoruro de yodo (IF7) tiene el yodo en un estado de oxidación de +7, que es bastante estable. En comparación, los compuestos de bromo y cloro en estados de oxidación tan altos son menos comunes y menos estables.

## Complejos de transferencia de carga
La molécula de yodo (I2) se disuelve en tetracloruro de carbono (CCl4) y en hidrocarburos alifáticos, dando lugar a soluciones de color violeta brillante. En estos disolventes, la banda de absorción máxima se encuentra en la región de 520 – 540 nm y se asigna a una transición π* a σ* .
Cuando el I2 reacciona con bases de Lewis en estos disolventes, se observa un desplazamiento hacia el azul en el pico del I2 y surge un nuevo pico (entre los 230 y los 330 nm) debido a la formación de aductos, denominados complejos de transferencia de carga.

## Yoduro de hidrógeno

Yoduro de hidrógeno

El compuesto más simple de yodo es el yoduro de hidrógeno, HI. Es un gas incoloro que reacciona con el oxígeno para producir agua y yodo. Aunque es útil en reacciones de yodación en el laboratorio, no tiene usos industriales a gran escala, a diferencia de los otros haluros de hidrógeno. Comercialmente, se suele producir haciendo reaccionar yodo con sulfuro de hidrógeno o hidracina: 
{\displaystyle {\ce {2 I2 + N2H4 ->[H2O] 4 HI + N2}}}
A temperatura ambiente, es un gas incoloro, como todos los haluros de hidrógeno, excepto el fluoruro de hidrógeno, ya que el hidrógeno no puede formar enlaces de hidrógeno fuertes con el átomo de yodo, que es grande y sólo ligeramente electronegativo. Funde a −51,0 °C y hierve a −35,1 °C. Es un compuesto endotérmico que puede disociarse exotérmicamente a temperatura ambiente, aunque el proceso es muy lento a menos que haya un catalizador presente: la reacción entre hidrógeno y yodo a temperatura ambiente para dar yoduro de hidrógeno no llega a completarse. La energía de disociación del enlace H-I es también la más pequeña de los haluros de hidrógeno, con 295 kJ/mol.
El yoduro de hidrógeno acuoso se conoce como ácido yodhídrico, que es un ácido fuerte. El yoduro de hidrógeno es excepcionalmente soluble en agua: un litro de agua disuelve 425 litros de yoduro de hidrógeno, y la solución saturada tiene sólo cuatro moléculas de agua por molécula de yoduro de hidrógeno. El ácido yodhídrico comercial, denominado "concentrado", generalmente contiene del 48% al 57% de HI en masa; la solución forma un azeótropo con punto de ebullición 126,7 °C a 56,7 g de HI por cada 100g de solución. Por lo tanto, el ácido yodhídrico no puede concentrarse más allá de este punto por evaporación de agua.
A diferencia del fluoruro de hidrógeno, el yoduro de hidrógeno líquido anhidro es difícil de manipular como disolvente, debido a su bajo punto de ebullición, su estrecho rango líquido, su baja constante dieléctrica y su escasa disociación en iones H2I + y HI−
2  -estos últimos, en cualquier caso, son mucho menos estables que los iones bifluoruro ( HF−
2) debido al enlace de hidrógeno muy débil entre el hidrógeno y el yodo, aunque sus sales con cationes muy grandes y débilmente polarizantes como Cs+ y  NR+
4 (R = Me, Et, Bun ) todavía pueden aislarse. El yoduro de hidrógeno anhidro es un disolvente pobre, capaz de disolver pequeños compuestos moleculares como el cloruro de nitrosilo y el  fenol, o sales con energías reticulares muy bajas como los haluros de tetraalquilamonio.

## Otros yoduros binarios
Casi todos los elementos de la tabla periódica forman yoduros binarios. Las excepciones son minoritarias y se deben, en cada caso, a una de estas tres causas: inercia extrema y reticencia a participar en reacciones químicas (los gases nobles); inestabilidad nuclear extrema que impide la investigación química antes de la desintegración y la transmutación (muchos de los elementos más pesados más allá del bismuto ); y tener una electronegatividad superior a la del yodo (oxígeno, nitrógeno y los primeros tres halógenos), de modo que los compuestos binarios resultantes no son formalmente yoduros, sino más bien óxidos, nitruros o haluros de yodo. (No obstante, el triyoduro de nitrógeno se denomina yoduro porque es análogo a los otros trihaluros de nitrógeno).
Dado el gran tamaño del anión yoduro y el débil poder oxidante del yodo, los estados de oxidación altos son difíciles de alcanzar en los yoduros binarios, dándose el máximo conocido en los pentaioduros de niobio, tantalio y protactinio . Los yoduros pueden obtenerse mediante la reacción de un elemento o su óxido, hidróxido o carbonato con ácido yodhídrico, y luego deshidratarse a temperaturas ligeramente altas combinadas, o bien con baja presión o con gas de yoduro de hidrógeno anhidro. Estos métodos funcionan mejor cuando el producto de yoduro es estable a la hidrólisis; de lo contrario, las posibilidades incluyen la yodación oxidativa a alta temperatura del elemento con yodo o yoduro de hidrógeno, la yodación a alta temperatura de un óxido metálico u otro haluro con yodo, un haluro metálico volátil, tetrayoduro de carbono o un yoduro orgánico. Por ejemplo, el óxido de molibdeno (IV) reacciona con el yoduro de aluminio (III) a 230 °C para obtener yoduro de molibdeno (II) . A continuación se presenta un ejemplo que involucra el intercambio de halógenos, que implica la reacción de cloruro de tantalio (V) con exceso de yoduro de aluminio (III) a 400 °C para obtener yoduro de tantalio (V): 
{\displaystyle {\ce {3TaCl5 + {\underset {(exceso)}{5AlI3}}-> 3TaI5 + 5AlCl3}}}
Los yoduros inferiores se pueden producir, o bien mediante descomposición térmica o desproporción; o bien reduciendo el yoduro superior con hidrógeno o un metal, por ejemplo: 
{\displaystyle {\ce {TaI5{}+Ta->[{\text{gradiente térmico}}][{\ce {630^{\circ }C\ ->\ 575^{\circ }C}}]Ta6I14}}}
La mayoría de los yoduros metálicos que cuentan con el metal en estados de oxidación bajos (+1 a +3) son iónicos. Los no metales tienden a formar yoduros moleculares covalentes, al igual que lo hacen los metales en estados de oxidación elevados, +3 y superiores. Tanto los yoduros iónicos como los covalentes se dan con metales en estado de oxidación +3 (por ejemplo, el yoduro de escandio es mayoritariamente iónico, pero el yoduro de aluminio no lo es). Los yoduros iónicos MI n tienden a presentar los puntos de fusión y ebullición más bajos entre los haluros MX n del mismo elemento, porque las fuerzas electrostáticas de atracción entre los cationes y los aniones son más débiles para el voluminoso anión yoduro. En contraste, los yoduros covalentes tienden a presentar los puntos de fusión y ebullición más altos entre los haluros del mismo elemento, ya que el yodo es el más polarizable de los halógenos y, al tener una mayor cantidad de electrones entre ellos, puede contribuir más a las fuerzas de van der Waals. . Naturalmente, abundan las excepciones en el caso de los yoduros intermedios, donde una tendencia da paso a la otra. De manera similar, las solubilidades en agua de los yoduros predominantemente iónicos (por ejemplo, potasio y calcio ) son las mayores entre los haluros iónicos de ese elemento, mientras que las de los yoduros covalentes (por ejemplo, plata ) son las menores de ese elemento. En particular, el yoduro de plata es muy insoluble en agua y su formación se utiliza a menudo como prueba cualitativa del yodo.

## Halogenuros de yodo
Los halógenos forman muchos compuestos binarios interhalógenos diamagnéticos con estequiometrías XY, XY3, XY5 y XY7 (donde X es más pesado que Y), y el yodo no es una excepción. El yodo forma los tres posibles interhalógenos diatómicos, un trifluoruro y un tricloruro, así como un pentafluoruro y, de forma excepcional entre los halógenos, un heptafluoruro. También se han caracterizado numerosos derivados catiónicos y aniónicos, como los compuestos de color rojo vino o naranja brillante del ICl+
2 y los compuestos de color marrón oscuro o negro violáceo de I2Cl+ . Además de estos, también se conocen algunos pseudohaluros, como el yoduro de cianógeno (ICN),  el tiocianato de yodo (ISCN) y la azida de yodo (IN3).

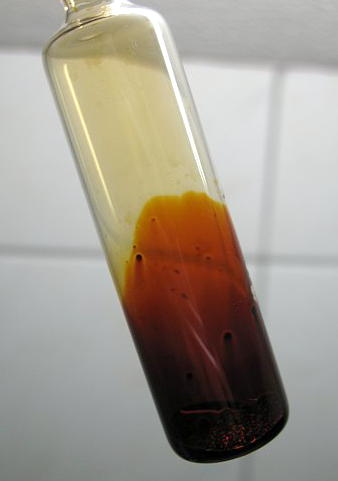
monocloruro de yodo

El monofluoruro de yodo (IF) es inestable a temperatura ambiente y se desproporciona muy fácilmente y de una forma irreversible en yodo y pentafluoruro de yodo, por lo que no se puede obtener el compuesto puro. Esta molécula, puede sintetizarse a partir de la reacción de yodo con gas flúor en triclorofluorometano a -45 °C, con trifluoruro de yodo en triclorofluorometano a −78 °C, o con fluoruro de plata(I) a 0 °C.
El monocloruro de yodo (ICl) y el monobromuro de yodo (IBr), en cambio, son moderadamente estables. El primero, un compuesto volátil de un color rojizo-marrón, fue descubierto de forma independiente tanto por Joseph Louis Gay-Lussac como por Humphry Davy entre 1813 y 1814, poco después de los descubrimientos del cloro y el yodo. Este compuesto, (ICl), imita tan bien al halógeno intermedio de bromo que Justus von Liebig fue inducido a confundir el bromo (que él había encontrado) con el monocloruro de yodo.Tanto el monocloruro de yodo como el monobromuro de yodo se pueden preparar de una forma sencilla haciendo reaccionar yodo con cloro o bromo a temperatura ambiente y purificarse mediante cristalización fraccionada .  
Ambos son bastante reactivos y atacan incluso al platino y oro, aunque no atacan al boro, carbono, cadmio, plomo, circonio, niobio, molibdeno o al tungsteno. Su reacción con compuestos orgánicos depende de las condiciones a las se sometan. El vapor de cloruro de yodo tiende a clorar al fenol y al ácido salicílico, ya que cuando el cloruro de yodo se disocia homolíticamente se producen cloro y yodo siendo el primero el más reactivo de los dos. Sin embargo, el cloruro de yodo en una solución de tetraclorometano resulta en la yodación como reacción principal, ya que en este caso ocurre la fisión heterolítica del enlace I-Cl y el I + ataca al fenol como un electrófilo. Por otro lado, el monobromuro de yodo tiende a bromar el fenol, incluso en una solución de tetraclorometano porque tiende a disociarse en sus elementos en la solución, y el bromo es más reactivo que el yodo. Cuando se encuentran en estado líquido, el monocloruro de yodo y el monobromuro de yodo se disocian en aniones de  I
2X+
 e  IX−
2 (X = Cl, Br), esto hace que sean conductores significativos de la electricidad y que puedan utilizarse como disolventes ionizantes.
El trifluoruro de yodo (IF3 ) es un sólido amarillo e inestable que se descompone a temperaturas por encima de −28 °C, por lo que es un compuesto poco conocido. Es difícil de producir porque el gas flúor tiende a oxidar el yodo hasta formar pentafluoruro. De esta forma, se hace necesaria una reacción a baja temperatura con difluoruro de xenón . El tricloruro de yodo, que existe en estado sólido como el dímero plano I2Cl6, es un sólido de color amarillo brillante, sintetizado al hacer reaccionar yodo con cloro líquido a -80 °C. Se debe extremar la precaución durante su purificación porque se disocia fácilmente en monocloruro de yodo y cloro y, por lo tanto, puede actuar como un agente clorante fuerte. El tricloruro de yodo líquido conduce electricidad, lo que posiblemente indica una disociación en iones de ICl+
2 e ICl−
4.
El pentafluoruro de yodo (IF5), un líquido incoloro y volátil, es el fluoruro de yodo más estable termodinámicamente y se puede obtener haciendo reaccionar yodo con gas flúor a temperatura ambiente. Es un agente fluorante, pero es lo suficientemente suave como para almacenarlo en aparatos de vidrio. Nuevamente, se presenta una ligera conductividad eléctrica en estado líquido debido a la disociación en IF+
4 y IF−
6 . El heptafluoruro de yodo (IF7) con geometría bipiramidal pentagonal es un agente fluorante extremadamente potente, entre los interhalógenos sólo superado por el trifluoruro de cloro, pentafluoruro de cloro y el pentafluoruro de bromo entre los interhalógenos. Reacciona con casi todos los elementos incluso a bajas temperaturas, fluorina el vidrio Pyrex para formar oxifluoruro de yodo (VII) (IOF 5 ), y prende fuego al monóxido de carbono.

## Óxidos y oxoácidos de yodo.

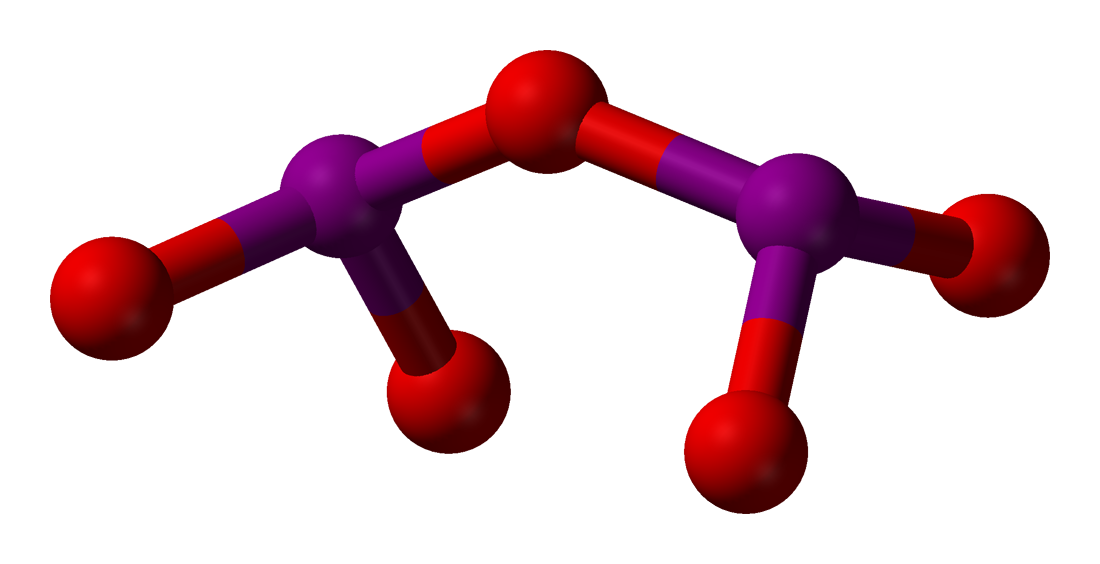
Estructura del pentóxido de yodo.

Los óxidos de yodo son los más estables de todos los óxidos de halógeno, debido a los fuertes enlaces I-O resultantes de la gran diferencia de electronegatividad entre el yodo y el oxígeno, y son los que se conocen desde hace más tiempo. El pentóxido de yodo (I2O5 ), un compuesto estable, blanco e higroscópico, se conoce desde su formación en 1813 por Gay-Lussac y Davy. Se produce de forma muy sencilla mediante la deshidratación del ácido yódico (HIO3), del cual es el anhídrido. Oxida rápidamente al monóxido de carbono por completo a dióxido de carbono a temperatura ambiente, por lo que es un reactivo útil para determinar la concentración de monóxido de carbono. También oxida al óxido de nitrógeno, al etileno y al sulfuro de hidrógeno. Reacciona con el trióxido de azufre y el difluoruro de peroxidisulfurilo (S2O6F2) para formar sales del catión yodilo, [IO2]+, y se reduce, mediante ácidos sulfúricos concentrados, a sales de yodosilo que involucran [IO]+. Puede ser fluorado con flúor, trifluoruro de bromo, tetrafluoruro de azufre o fluoruro de clorilo, lo que resulta en pentafluoruro de yodo, que también reacciona con el pentóxido de yodo, dando oxifluoruro de yodo(V), IOF3. Se conocen algunos otros óxidos menos estables, en particular el I4O9 y el I2O4, pero sus estructuras no se han determinado, aunque las conjeturas más razonables son IIII (IVO3) 3 y [IO]+[IO3]− respectivamente.
| E°(pareja)   | a(H+) = 1 (ácido) | E°(pareja)       | a(OH−) = 1 (base) |
| ------------ | ----------------- | ---------------- | ----------------- |
| I2 /I−       | +0.535            | I2 / I−          | +0.535            |
| HOI/I −      | +0.987            | IO−/I−           | +0.48             |
|              |                   | IO− 3 / I−       | +0.26             |
| HOI/I 2      | +1.439            | IO−/I 2          | +0.42             |
| IO− 3 /I 2   | +1.195            |                  |                   |
| IO− 3 /HOI   | +1.134            | IO− 3 /IO −      | +0.15             |
| IO− 4/ IO− 3 | +1.653            |                  |                   |
| H5IO6/IO− 3  | +1.601            | H 3IO2− 6/ IO− 3 | +0,65             |

Más importantes son los cuatro oxoácidos: ácido hipoyodoso (HIO), ácido yodoso (HIO2), ácido yódico (HIO3) y el ácido periódico (HIO4 o H5IO6). Cuando el yodo se disuelve en una solución acuosa, ocurren las siguientes reacciones: 
| I2 + H2O   | HIO + H+ + I−  | Kac = 2.0 × 10−13 mol2 l−2 |
| I2 + 2 OH− | IO− + H2O + I− | Kalk = 30 mol−1 l          |

El ácido hipoyodoso y los iones hipoyodito son especies inestables que experimentan una reacción de desproporción (dismutación). Esto significa que el yodo en estas especies se oxida y se reduce simultáneamente, dando lugar a la formación de yoduro (I⁻) y yodato (IO₃⁻).
| 3 IO− 2 I− + IO− · 3 | K = 1020 |

El ácido yodoso y el yodito son aún menos estables y existen solo como un intermedio efímero en la oxidación del yoduro a iodato, si es que llegan a existir en absoluto.
Los yodatos son, con diferencia, los más importantes de estos compuestos y se pueden obtener oxidando yoduros de metales alcalinos con oxígeno a 600 °C y alta presión, o bien se pueden producir oxidando yodo con cloratos . A diferencia de los cloratos, que se desproporcionan muy lentamente formando cloruro y perclorato, los yodatos son estables a la desproporción tanto en soluciones ácidas como alcalinas. A partir de estos pueden obtenerse sales de la mayoría de los metales. 
El ácido yódico se obtiene de forma más sencilla mediante la oxidación de una suspensión acuosa de yodo mediante electrólisis o ácido nítrico fumante (altamente concentrado). El yodato tiene el poder oxidante más débil de los halatos, pero es el que reacciona más rápido.
Los periodatos son compuestos bien conocidos, que incluyen no solo el previsible tetraédrico IO−
4, sino también el piramidal cuadrado IO3−
5, el octaédrico ortoperiodato IO5−
6, [IO3(OH)3] 2−, [I2O8(OH2] 4−, y el I
2O4−
9. Por lo general, se obtienen mediante la oxidación electroquímica del yodato de sodio alcalino  (con óxido de plomo (IV) como ánodo) o mediante cloro gaseoso: 
IO−
3 + 6 OH− → IO5−
6 + 3 H2O + 2 e−
IO−
3 + 6 OH− + Cl2 → IO5−
6 + 2 Cl− + 3 H2O
Estos agentes oxidantes son termodímica y cinéticamente potentes, oxidando rápidamente el Mn2+ a MnO−
4, y escindiendo glicoles, α-dicetonas, α-cetoles, α-aminoalcoholes y α-diaminas. El ortoperiodato estabiliza especialmente los estados de oxidación elevados entre los metales debido a su negativa muy alta de -5.
El ácido ortoperiódico, H5IO6, es estable y se deshidrata a 100 °C en vacío hasta ácido metaperiódico, HIO4. Intentar ir más allá no da como resultado el inexistente heptóxido de yodo (I2O7), sino pentóxido de yodo y oxígeno. 
El ácido periódico puede protonarse cuando se combina con ácido sulfúrico para dar el catión I(OH)+
6. Esta estructura es similar a la de otros compuestos isoelectrónicos con el  Te(OH)6 y el Sb(OH)−
6. Además, el ácido periódico protonado puede formar sales cuando reacciona con bisulfato y sulfato.

## Compuestos de poliyodo
Cuando el yodo se disuelve en ácidos fuertes, como el ácido sulfúrico fumante, se forma una solución paramagnética de color azul brillante que incluye cationes I+
2. Es posible obtener una sal sólida del catión diyodo oxidando yodo con pentafluoruro de antimonio : 
{\displaystyle {\ce {2 I2 + 5 SbF5 ->[ SO_2 ][{20 °C}] 2 I2Sb2F11 + SbF3}}}
La sal I2Sb2F11 es de color azul oscuro y también se produce el análogo de tantalio azul I2Ta2F11. Mientras que la longitud del enlace I-I en I2 es de 267 pm, en I+
2 es, tan solo, de 256 pm ya que el electrón que falta en este último ha sido eliminado de un orbital antienlazante, lo que hace que el enlace sea más fuerte y, por tanto, más corto. En solución de ácido fluorosulfúrico, el  I+
2 de colo azul intenso, dimeriza de manera reversible por debajo de −60 °C, formando I2+
4 rojo rectangular diamagnético.
Otros cationes de poliyodo no están tan bien caracterizados, incluyendo al I+
3 de color marrón oscuro o negro y el centrosimétrico C2h verde o negro I+
5, conocido en las sales de AsF−
6 y AlCl−
4, entre otras.
El único anión poliyoduro importante en solución acuosa es el triyoduro lineal, I−
3. Su formación explica por qué la solubilidad del yodo en agua puede verse incrementada al agregar una solución de yoduro de potasio: 
Se pueden encontrar muchos otros poliyoduros cuando cristalizan soluciones que contienen yodo y yoduro, como I−
5, I−
9, I2−
4, y también I2−
8, cuyas sales con cationes grandes y débilmente polarizantes pueden ser aisladas, como el Cs+,.

## Compuestos organoyodados

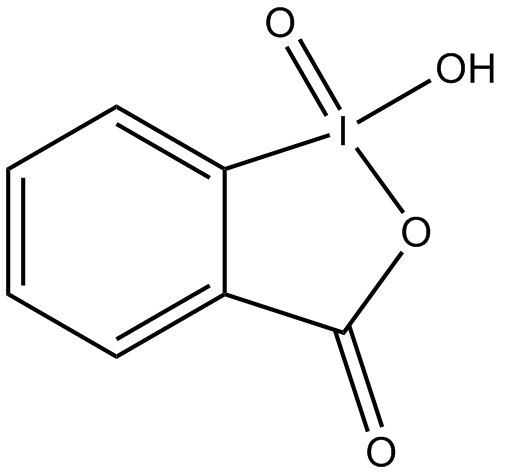
Estructura del agente oxidante2-iodoxybenzoic acid

Los compuestos organoyodados han sido fundamentales en el desarrollo de la síntesis orgánica, como en la eliminación de Hofmann de aminas, la síntesis de éteres de Williamson, la reacción de acoplamiento de Wurtz, y en los reactivos de Grignard.
El enlace carbono-yodo es un grupo funcional común que forma parte de la química orgánica fundamental.  Formalmente, estos compuestos pueden ser considerados como derivados orgánicos del anión yoduro. Los compuestos organoyodados más simples, los yoduros de alquilo, se pueden sintetizar mediante la reacción de alcoholes con triyoduro de fósforo. Posteriormente, pueden ser usados en reacciones de sustitución nucleofílica o para preparar reactivos de Grignard . 
El enlace C-I es el más débil de todos los enlaces entre carbono y halógenos debido a la pequeña diferencia de electronegatividad que existe entre el carbono (2,55) y el yodo (2,66). Por ello, el yoduro es el mejor grupo saliente entre los halógenos, hasta tal punto que muchos compuestos organoyodados se vuelven amarillos con el tiempo, cuando se almacenan, debido a su descomposición en yodo elemental. Por lo tanto, se utilizan de forma habitual en síntesis orgánica, debido a la facilidad con la que se forman y se rompe del enlace C-I.  Además, son considerablemente más densos que otros compuestos organohalogenados, gracias al alto peso atómico del yodo.
Algunos agentes oxidantes orgánicos como los yodanos contienen yodo en un estado de oxidación mayor que -1, como el ácido 2-yodoxibenzoico, un reactivo común para la oxidación de alcoholes a aldehídos,  y el dicloruro de yodobenceno (PhICl2), utilizado para la cloración selectiva de alquenos y alquinos. Uno de los usos más conocidos de los compuestos organoyodados es la llamada prueba de yodoformo, en la que se produce yodoformo (CHI3) mediante yodación exhaustiva de una metilcetona (u otro compuesto capaz de oxidarse a una cetona metílica), de la siguiente manera: 
Algunas desventajas del uso de compuestos organoyodados en comparación con otros compuestos organoclorados u organobromados son el mayor coste y toxicidad de los derivados de yodo. El yodo es más caro y los compuestos organoyodados son agentes alquilantes más fuertes. Por ejemplo, la yodoacetamida y el ácido yodoacético desnaturalizan las proteínas al alquilar irreversiblemente los residuos de cisteína, evitando la formación de nuevos enlaces disulfuro.
El intercambio de halógenos para producir yodoalcanos mediante la reacción de Finkelstein se puede complicar ligeramente debido a que el yoduro es un mejor grupo saliente que el cloruro o el bromuro. Sin embargo, la diferencia es lo suficientemente pequeña como para que la reacción pueda llevarse a cabo, aprovechando la solubilidad diferencial de las sales de haluro o usando un gran exceso de la sal de haluro.  En la reacción clásica de Finkelstein, un cloruro de alquilo o un bromuro de alquilo se convierte en un yoduro de alquilo mediante tratamiento con una solución de yoduro de sodio en acetona . El yoduro de sodio es soluble en acetona y, en cambio, el cloruro de sodio y el bromuro de sodio no lo son. La reacción se impulsa hacia productos debido a la acción de masas provocada por la precipitación de la sal insoluble.